# Élections européennes de 2014 en Suède
Les élections européennes de 2014 ont eu lieu entre le 22 et le 25 mai selon les pays, et le dimanche 25 mai 2014 en Suède. C'étaient les premières élections depuis l'entrée en vigueur du traité de Lisbonne qui a renforcé les pouvoirs du Parlement européen et modifié la répartition des sièges entre les différents États-membres. Ainsi, les Suédois ont élu 20 députés européens au lieu de 18 précédemment.

## Contexte
Les élections européennes de 2009 en Suède avaient été remarquées dans toute l'Europe par la percée du Parti pirate, qui avait récolé 7,13 % des suffrages exprimés (contre seulement 0,6 % aux élections générales de 2006 peu de temps après sa création). De plus, à la suite de l'entrée en vigueur du traité de Lisbonne, une seconde députée pirate fit son entrée au Parlement européen. Néanmoins, dès les élections générales de 2010, le succès des Pirates ne fut pas confirmé, ceux-ci n'obtenant que 0,65 % des suffrages.
Un autre parti, les Démocrates de Suède, avait également fortement augmenté son score, mais avec ses 3,27 %, il n'avait pu obtenir d'élu, ceci nécessitant de franchir la barre des 4 %. Cependant, contrairement aux Pirates, les élections générales de 2010 représentèrent une confirmation pour les Démocrates suédois, qui remportèrent 5,70 % des voix et 20 députés.

## Mode de scrutin
Les eurodéputés suédois sont élus au suffrage universel direct par les citoyens suédois et les ressortissants de l’UE résidant en Suède, et étant âgés de plus de 18 ans. Le scrutin se tient au sein d'une circonscription unique selon le mode de vote préférentiel. Les sièges sont attribués aux listes ayant dépassé 4 % des suffrages exprimés selon une version modifiée de la méthode de Sainte-Laguë.

## Campagne

### Partis et candidats
Les partis suivants se présentent lors de ces élections :
| Parti | Parti                                                                                             | Abréviation | Tête de liste             | Parti européen |
| ----- | ------------------------------------------------------------------------------------------------- | ----------- | ------------------------- | -------------- |
|       | Modérés                                                                                           | M           | Gunnar Hökmark            | PPE            |
|       | Parti social-démocrate suédois des travailleurs                                                   | S           | Marita Ulvskog            | PSE            |
|       | Parti de l'environnement Les Verts                                                                | MP          | Isabella Lövin            | PVE            |
|       | Démocrates de Suède                                                                               | SD          | Kristina Winberg          | AEL            |
|       | Parti de gauche                                                                                   | V           | Malin Björk               | NGLA           |
|       | Parti pirate                                                                                      | PP          | Christian Engström        | PPUE           |
|       | Parti du peuple - Les Libéraux                                                                    | FP          | Marit Paulsen             | ALDE           |
|       | Chrétiens-démocrates                                                                              | KD          | Lars Adaktusson           | PPE            |
|       | Liste de juin                                                                                     | JL          | Jörgen Appelgren          | EUDemocrats    |
|       | Parti du centre                                                                                   | C           | Kent Johansson            | ALDE           |
|       | Initiative féministe                                                                              | F!          | Soraya Post               |                |
|       | Parti des animaux                                                                                 |             | Jeanette Thelander        | EA7            |
|       | Parti européen des travailleurs                                                                   | EAP         | Hussein Askary            |                |
|       | Parti libéral classique                                                                           | LP          | Emil Tisell               |                |
|       | Républicains de droite                                                                            |             | Michael Schreiter         |                |
|       | Les Socialistes                                                                                   |             | Ove Gustavsson            |                |
|       | Parti socialiste du bien-être                                                                     |             | Ove Andersson             |                |
|       | Multi-démocrates suédois                                                                          |             | Istvan J. G. Herback      |                |
|       | Parti national-démocrate suédois                                                                  |             | Pawel Grunneholm          |                |
|       | Suède hors de l'UE / Parti libertaire de la justice                                               | FRP         | Bernt Bäckström           |                |
|       | Vraie démocratie                                                                                  |             | Hans Jangeby              |                |
|       | 666 pour un super-État européen de liberté, d'égalité, de justice, de paix, d'amour et de bonheur |             | Miguel Angel Sosa Vásquez |                |

### Sondages
| Institut | Date           | V      | S      | MP     | C     | FP     | KD    | M      | SD    | PP    | F!    | Autres |
| -------- | -------------- | ------ | ------ | ------ | ----- | ------ | ----- | ------ | ----- | ----- | ----- | ------ |
| Ipsos    | 23/05/14       | 8,4 %  | 24,9 % | 13,8 % | 6,0 % | 10,4 % | 6,3 % | 16,5 % | 6,9 % | 1,8 % | 4,5 % | 0,3 %  |
| Sifo     | 15-21/05/14    | 6,6 %  | 28,4 % | 12,5 % | 5,3 % | 8,8 %  | 4,9 % | 18,1 % | 8,6 % | 2,2 % | 4,3 % | 0,3 %  |
| Novus    | 16/05/14       | 10,2 % | 26,9 % | 14,9 % | 3,2 % | 8,4 %  | 6,4 % | 16,3 % | 6,6 % | 3,9 % | 2,5 % | 0,5 %  |
| Demoskop | 29/04-07/05/14 | 6,7 %  | 29,8 % | 12,6 % | 5,4 % | 9,2 %  | 6,0 % | 17,8 % | 6,3 % | 1,4 % | 4,3 % | -      |
| Ipsos    | 25/04-05/04/14 | 7,1 %  | 30,7 % | 12,7 % | 4,0 % | 8,6 %  | 2,9 % | 22,8 % | 5,7 % | 1,3 % | 2,8 % | 0,9 %  |
| Skop     | 26/03-24/04/14 | 5,9 %  | 32,6 % | 12,8 % | 4,1 % | 9,2 %  | 4,7 % | 20,0 % | 5,2 % | 3,1 % | -     | 2,4 %  |
| Sifo     | 16-29/04/14    | 5,8 %  | 31,2 % | 16,1 % | 3,6 % | 8,1 %  | 3,7 % | 21,7 % | 4,1 % | 2,2 % | 3,2 % | -      |
| Skop     | 20/04/14       | 8,0 %  | 29,0 % | 15,0 % | 6,0 % | 7,0 %  | 3,0 % | 23,0 % | 5,0 % | 2,0 % | -     | 2,0 %  |
| Sifo     | 14/02/14       | 8,8 %  | 32,3 % | 11,2 % | 3,7 % | 9,7 %  | 3,9 % | 21,6 % | 6,4 % | 1,5 % | -     | -      |
| Novus    | 11/02/14       | 10,8 % | 27,3 % | 15,7 % | 4,5 % | 10,9 % | 2,3 % | 20,9 % | 4,9 % | 1,3 % | 0,2 % | 0,2 %  |
| TNS Sifo | 08/07/13       | 7,0 %  | 26,0 % | 15,0 % | 3,0 % | 4,0 %  | 4,0 % | 28,0 % | 7,0 % | -     | -     | -      |

## Résultats

### Répartition

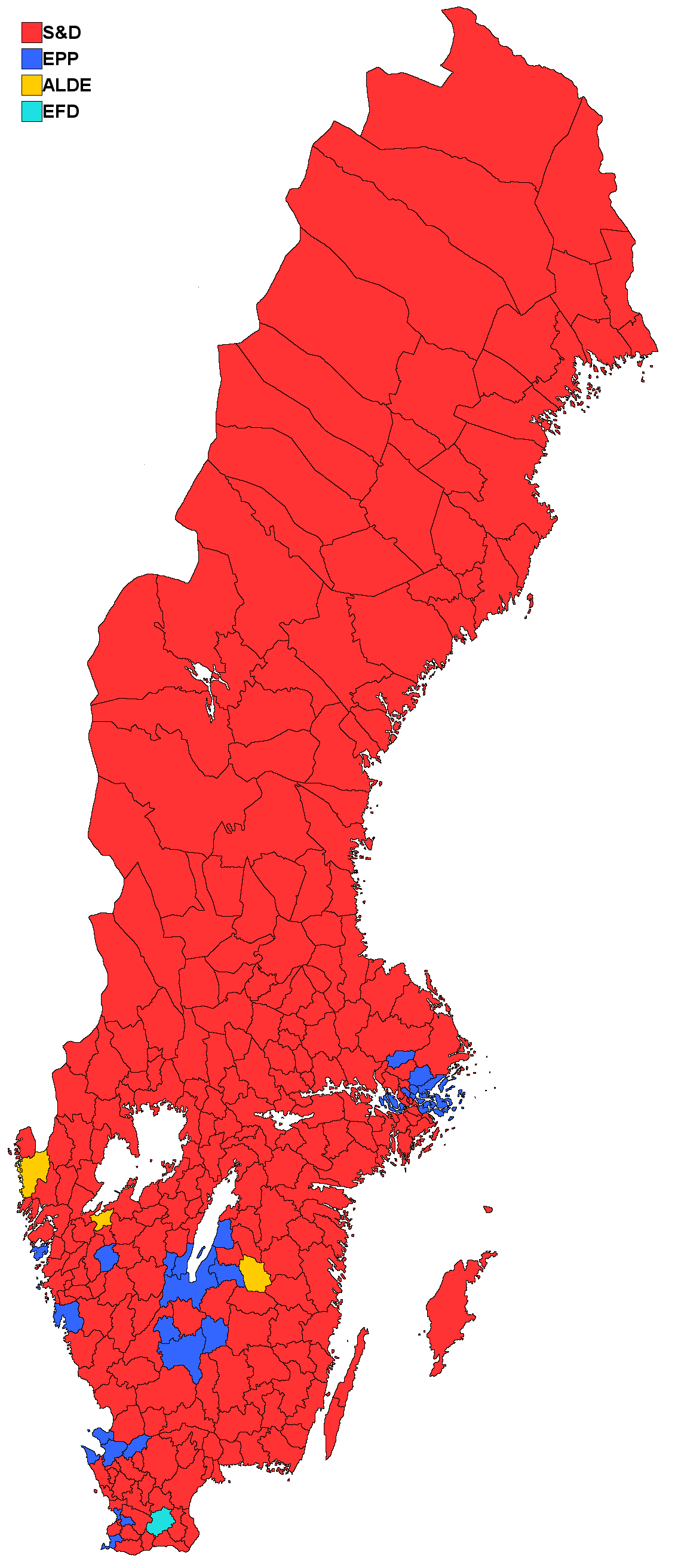
Parti arrivé en tête par commune.

|                | Voix      | %      |
| -------------- | --------- | ------ |
| Inscrits       | 7 359 962 | 100,00 |
| Votants        | 3 758 951 | 51,07  |
| Blancs et nuls | 42 173    | 1,13   |
| Exprimés       | 3 716 778 | 98,87  |

| ← Élections au Parlement européen de 2014 |                                                 |         |       |        |        |        |              |
| Parti politique ou coalition              | Parti politique ou coalition                    | Voix    | Voix  | Voix   | Sièges | Sièges | Groupe au PE |
| Parti politique ou coalition              | Parti politique ou coalition                    | #       | %     | +/-    | #      | +/-    | Groupe au PE |
|                                           | Parti social-démocrate suédois des travailleurs | 899 074 | 24,19 | - 0,22 | 5      | - 1    | S&D          |
|                                           | Parti de l'environnement Les Verts              | 572 591 | 15,41 | + 4,39 | 4      | + 2    | Verts/ALE    |
|                                           | Modérés                                         | 507 488 | 13,65 | - 5,18 | 3      | - 1    | PPE          |
|                                           | Parti du peuple - Les Libéraux                  | 368 514 | 9,91  | - 3,67 | 2      | - 1    | ADLE         |
|                                           | Démocrates de Suède                             | 359 248 | 9,67  | + 6,40 | 2      | + 2    | ELDD         |
|                                           | Parti du centre                                 | 241 101 | 6,49  | + 1,01 | 1      | =      | ADLE         |
|                                           | Parti de gauche                                 | 234 272 | 6,30  | + 0,65 | 1      | =      | GUE/NGL      |
|                                           | Chrétiens-démocrates                            | 220 574 | 5,93  | + 1,26 | 1      | =      | PPE          |
|                                           | Initiative féministe                            | 204 005 | 5,49  | + 3,27 | 1      | + 1    | S&D          |
|                                           | Parti pirate                                    | 82 763  | 2,23  | - 4,90 | 0      | - 2    |              |
|                                           | Autres                                          | 27 148  | 0,73  |        |        |        |              |

### Analyse
Ces élections ont été marquées d'une part par une hausse de la participation (51 % contre 45 % en 2009) et d'autre part par le succès des écologistes, arrivés en seconde position devant les Modérés du Premier ministre Fredrik Reinfeldt, mais également des Démocrates de Suède qui, en triplant leur score de 2009, font leur entrée au Parlement européen avec deux élus, ainsi que celui de l'Initiative féministe qui a obtenu sa première élue. Les scores de ces trois partis n'avaient pas été anticipés réellement par les sondages réalisés avant les élections.
Alors que les sociaux-démocrates se sont maintenus à leur niveau de 2009, les Modérés ont perdu beaucoup de voix ainsi qu'un siège, de même que l'un de ses partenaires au sein du gouvernement, le Parti du peuple - Les Libéraux.
Enfin, le Parti pirate, qui avait fait une entrée remarquée au Parlement européen lors des élections précédentes, a cette fois perdu de nombreux électeurs (notamment chez les plus jeunes qui lui ont préféré les écologistes et les féministes), ainsi que ses deux élus. Néanmoins, cela ne conduit pas à la disparition des Pirates au sein du Parlement européen, l'Allemande Julia Reda y faisant son entrée.